# Pralidoxim
Pralidoxim (kurz 2-PAM) ist ein Antidot, das bei Vergiftung mit Organophosphaten angewendet werden kann und in verschiedenen chemischen Abwandlungen vorkommt. Eigentlich bezeichnet der Name Pralidoxim lediglich das zugrundeliegende Pyridiniumkation. Prominente Gegenionen sind Chlorid, Iodid und Methylsulfat. Eine bessere Wirkung weist jedoch Trimedoxim auf.

## Mögliche Formen

### Isomerie
Pralidoxim kann in der E- oder in der Z-Konfiguration vorliegen. Kristallstrukturanalysen zeigten, dass die E-Konfiguration mit linear-ausgestreckter Aldoxim-Gruppe vorherrscht. Allerdings gibt es Hinweise darauf, dass unter physiologischen Bedingungen eine s-cis-Konfiguration der Bindung zwischen dem Ring-Kohlenstoffatom und dem Aldoxim-Kohlenstoffatom entscheidend ist. Auch fand man, dass die Struktur sich durch Deprotonierung stark verändert. Der Pyridinring ist in der protonierten Form deutlich flexibler, als in der deprotonierten Form.
| Diastereomere von Pralidoxim |                                                 |                                                 |
| Name                         | (E)-Pralidoxim                                  | (Z)-Pralidoxim                                  |
| Andere Namen                 | 2-[(E)-(Hydroxyimino)methyl]-1-methylpyridinium | 2-[(Z)-(Hydroxyimino)methyl]-1-methylpyridinium |
| Strukturformel               |                                                 |                                                 |
| CAS-Nummer                   |                                                 |                                                 |
| 6735-59-7                    | 45765-69-3                                      |                                                 |
| PubChem                      | 135398747                                       | 135484646                                       |
| PubChem                      | 4884 (unspez.)                                  |                                                 |
| ChemSpider                   | –                                               | –                                               |
| ChemSpider                   | 5193737 (unspez.)                               |                                                 |
| DrugBank                     | –                                               | –                                               |
| DrugBank                     | DB00733 (unspez.)                               |                                                 |
| Wikidata                     |                                                 |                                                 |
| Q2735334                     | Q112768890                                      |                                                 |

### Salze
Drei beispielhafte neutrale Verbindungen des Pralidoxims sind in folgender Tabelle aufgeführt:
| Salze von Pralidoxim |                 |                   |                        |
| Name                 | Pralidoximiodid | Pralidoximchlorid | Pralidoximmethylsulfat |
| Strukturformel       |                 |                   |                        |
| CAS-Nummer           | 94-63-3         | 51-15-0           | 1200-55-1              |
| PubChem              | 135410029       | 135445761         | 135539491              |
| ChemSpider           | 13233097        | 10481993          | 20127125               |
| EG-Nummer            | 202-349-6       | 200-080-9         | 214-852-8              |
| ECHA-ID              | 100.002.136     | 100.000.074       | 100.013.502            |

## Gewinnung und Darstellung
Die erste Synthese von neutralen Formen des Pralidoxims stammt von Ginsburg und Wilson und wurde 1957 veröffentlicht. Dabei wird das Edukt Picolinaldehyd zuerst mit Hydroxylaminhydrochlorid in einer neutralen, wässrigen Lösung zum Oxim umgesetzt und dann eine Additionsreaktion zum Beispiel mit Methyliodid in Aceton durchgeführt. Das Produkt (hier das Pralidoximiodid) kann aus Wasser rekristallisiert werden.
Ginsburg beschrieb ebenfalls die Synthese des Pralidoximchlorids. Dazu bediente er sich des Pralidoximiodids, welches er bereits hergestellt hatte, und schüttelte es in einer wässrigen Silberchlorid-Lösung. Silberiodid fiel aus und das Pralidoximchlorid blieb in der Lösung.
Das Pralidoximmethylsulfat wird synthetisiert, indem statt Methyliodid im zweiten Schritt das Methylierungsreagenz Dimethylsulfat verwendet wird.

## Pharmakologie
Pralidoxim-Salze reaktivieren die durch Organophosphate reversibel inaktivierte Acetylcholinesterase, indem sie den gebildeten Phosphatester zwischen dem Organophosphat und dem Enzym wieder spalten. Somit wird einer Akkumulation des Acetylcholins entgegengewirkt. Die langsame Umwandlung des Enzyms durch das Organophosphat in eine nicht wieder aktivierbare Form wird zudem ebenfalls verhindert. Die Paralyse der Atemwege wird allerdings von Pralidoxim verhältnismäßig schlecht gehindert, weswegen es meist zusammen mit Atropin angewendet wird. Die Anwendung von Pralidoxim muss innerhalb von 24 Stunden nach der Vergiftung erfolgen und ist bei unterschiedlichen Organophosphaten auch unterschiedlich stark wirksam.

## Wechselwirkungen
Es sind Wechselwirkungen mit mehreren hundert Arzneimitteln bekannt. Die meisten davon sorgen für eine verlangsamte Exkretion des Pralidoxims und dadurch für eine höhere Konzentration im Blut.

## Handelsnamen
Kombination von Pralidoximchlorid mit Atropin: Atnaa, DuoDote